# Islandia en los Juegos Olímpicos de Grenoble 1968
Islandia estuvo representada en los Juegos Olímpicos de Grenoble 1968 por cuatro deportistas masculinos que compitieron en esquí alpino.
El portador de la bandera en la ceremonia de apertura fue el esquiador alpino Kristinn Benediktsson. El equipo olímpico islandés no obtuvo ninguna medalla en estos Juegos.